# Дејан Анђус
Дејан Анђус (Београд, 23. јануар 1969) јесте српски новинар и публициста. У јавности је познат по карактеристичном („кабинетском”) типу емисије које је уређивао, a који је он сам назвао „политичко-спортски коментар” у ком наизменично коментарише и спорт и политику, некада сваку понаособ одвојено, а некада заједно.
Био је оптужен за изнуду, али је ослобођен свих оптужби у фебруару 2021. године. После изласка из притвора радикално је променио наратив преставши с критикама владајућих политичких и спортских елита по чему је био препознатљив. Крајем 2021. и почетком 2022. водио је и уређивао емисију Б92 спорт која је била наследник његове емисије КЦН спорт с ТВ КЦН. Од септембра 2024. води и уређује емисију Отворено са Анђусом на ТВ Арена спорт.

## Ране године
Дејан Анђус је рођен 23. јануара 1969. у Београду од оца Томислава Томе Анђуса, који је пореклом из Паштровића у Црној Гори.
Детињство је провео на београдској Звездари и Палилули. У основну школу је је ишао с Вељом Жујовићем и Вуком Росандићем. С Росандићем је ишао у оближњу Халу Пионир да гледа кошаркашке и хокејашке утакмице. Касније је похађао Шесту београдску гимназију у којој су му школски другови били Драган Шутановац, будући министар одбране, и Небојша Илић, будући кошаркаш и спортски радник.
Као мали играо је фудбал у млађим категоријама ФК Црвена звезда, а после се опробао и у млађим категоријама ФК Обилић и Раднички Југопетрол. Једно време је као пионир био на позајмици у Раду на коју га је послала Црвена звезда. Иако је висок 186 центиметара, што је нешто више за играча везног реда, имао је добру технику.

## Политички ставови
Анђус се залаже за улазак Србије у НАТО и Европску унију. Он је образложио да подржава улазак у НАТО због тога што је то предуслов за Србијино чланство у ЕУ. Сматра да проблеми ратне прошлости НАТО-а и Србије могу да се преброде као што су и Французи, Немци и Енглези, те Турци и Грци, међусобно ратовали у прошлости, а сада су заједно у НАТО-у и немају никаквих проблема. За њега је противљење Срба у чланство у НАТО невероватно нелогично. Анђус је по опредељењу демократа.
Сматра да је проблем русофилије то што ју је тешко дефинисати, јер постоји више фаза у развијању Русије, од руског царизма до лењинизма и стаљинизма. Он је рекао да не верује ни руској, ни совјетској, ни њиховој постсовјетској политици. Сматра да је Русија тренутно веома слаба држава и да је то невероватно с обзиром на њихово пространство и природне ресурсе. Анђус је уверен да ни Срби не би били толики русофили да је Совјетски Савез интервенисао у Југославији као што је то урадио у Мађарској, Румунији, Чехословачкој и сл. Управо због тога раслојавања русофилства и тога што је фрагментисано, он није прихватио ту идеологију јер му је била конфузна и недоследна. Онда је он тражио упориште у националистичким круговима који нису фанатици и одабрао је учлањење у Српску радикалну странку. Објављивао је публикације у њиховом гласилу Велика Србија.
Једно време је желео да буде политички активан и у ФК Црвена звезда. Према његовим речима, цела његова политичка амбиција у Звезди би била да он буде гласноговорник фудбалског клуба.
Према сопственом признању, иако говори о политичким темама, од председничких и парламентарних избора 2012. није излазио на гласање.

## Контроверзе
Дејан Анђус је у јуну 2014. године оптужио Небојшу Човића, председника КК Црвена звезда и потпредседника ФК Црвена звезда, да га је физички напао у просторијама ТВ КЦН. Овај напад је уследио после неколико емисија КЦН спорт у којима је новинар критиковао рад управе ККЦЗ и ФКЦЗ. Четири године касније Трећи основни суд ослободио је одговорности Човића.
Године 2017. Дејан Анђус је био ухапшен због основане сумње да је починио кривично дело изнуде. Полиција га је привела с ковертом од 30.000 евра које су била од оштећеног лица. „Осим коверте са новцем, (полицијски службеници су) пронашли и мобилни телефон са којег је оштећеном слао претеће СМС поруке. Он је у више наврата од оштећеног захтевао веће суме новца.” Његово хапшење су осудили и Удружење новинара Србије и Независно удружење новинара Србије сматрајући да је он ухапшен због перманентне критике власти Српске напредне странке и Александра Вучића у својој емисији КЦН спорт на ТВ КЦН. Анђус је неколико емисија пред хапшење повезивао Вучића „за намештање сумњивих послова члановима управе Црвене звезде и појединим навијачима”. Тадашњи министар полиције Небојша Стефановић је јавно тражио подршку медија и друштва у Анђусовом случају јер „то је једини начин да можемо да се заштитимо од рекеташа.” Анђус је три године доцније ослобођен свих оптужби за изнуду. Међутим, „након изласка из притвора, у гостовању 'Код Ђуке' (Владимир Ђукановић, посланик из СНС-а), Анђус је веома афирмативно говорио о председнику Вучићу, оценивши га као 'веома интелигентног човека'.” Касније у својој новој емисији је рекао: „Већ сада видим убедљиву победу председника Вучића у првом кругу избора”.

## Приватни живот
Дејан Анђус за себе тврди да је велики познавалац спорта и његове повести. Анђус навија за ФК Хајдук Београд, ОФК Београд, ФК Евертон и ФК Барселону.
Велики пријатељ је био са Миланом Живадиновићем, бившим југословенским фудбалером и српским тренером.

### Порекло
Породица Анђус је пореклом из Паштровића, са Светога Стефана у Црној Гори. Због немаштине, његов деда Божидар Бошко Анђус са супругом Милицом се преселио код кумова подно планине Црна гора, код Скопља. Ту је рођен Томислав Анђус, Дејанов отац. После Томиног рођења, породица се вратила за Паштровиће. После Другога светског рата, Бошко се са породицом преселио у Београд, у којем је његов унук Дејан рођен. Крсна слава им је Митровдан.
Анђусов деда Божидар Бошко Анђус је био национални Србин и био је дисидент комунистичком систему. Служио је кратко у црногорским четницима. Његова баба Милица је била титоиста. Бошко Анђус је био велики звездаш што је пренео и на Дејана.